# Mileștii Mici
Винний завод «Mileștii Mici» (скорочено CVC Mileștii Mici; укр. Мілештій-Міч) — виробник вина у Молдові. Винний завод відомий більш ніж 50 км підземних галерей, перетворених у винні склади в однойменному селі, розташованому за 30 км на південь від Кишинева.
У вересні 2002 року CVC Milestii Mici презентувала свої колекції вин у Страсбурзі у приміщенні Парламентської асамблеї Європейської Ради. У презентації взяли участь понад 500 європейських депутатів, які надавали високу якість винам Mileștii Mici.

## Погреби

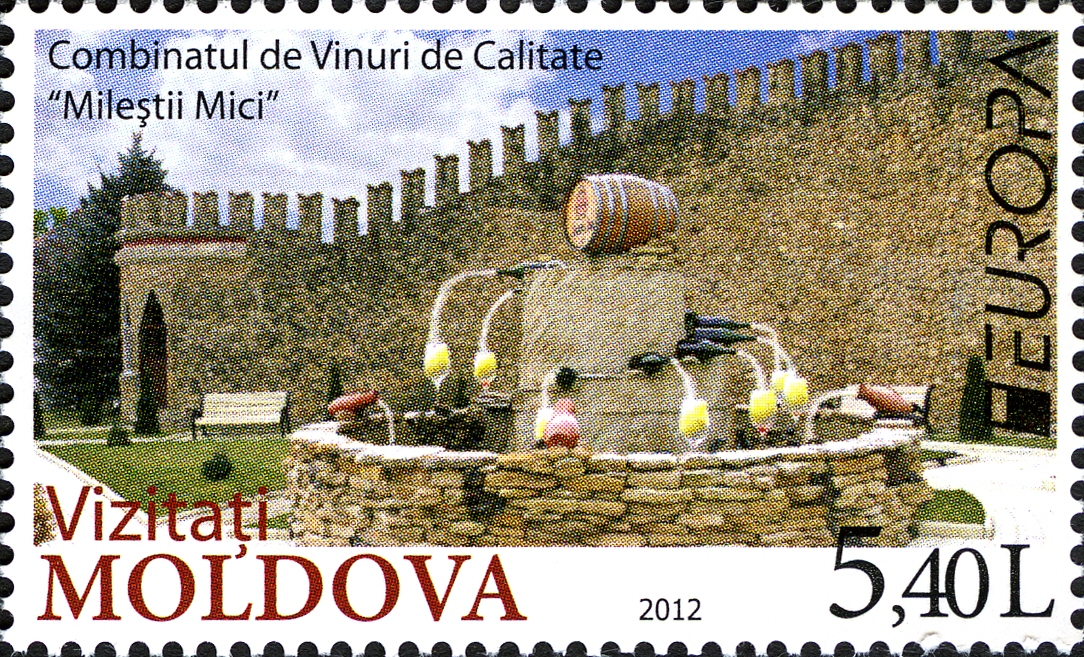
Марка Республіки Молдова, присвячена винному заводу «Mileștii Mici»

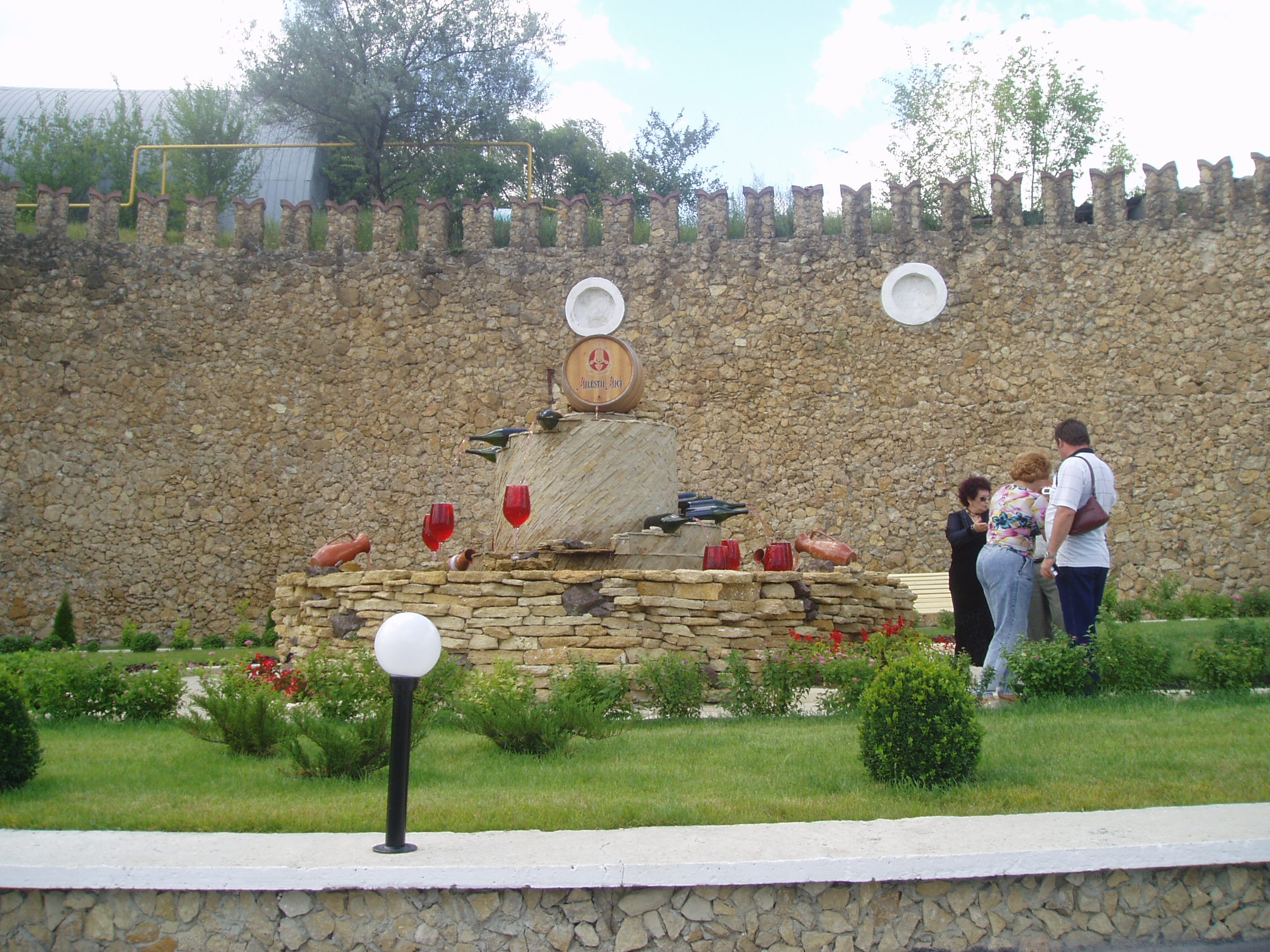
У дворі винзаводу Mileștii Mici

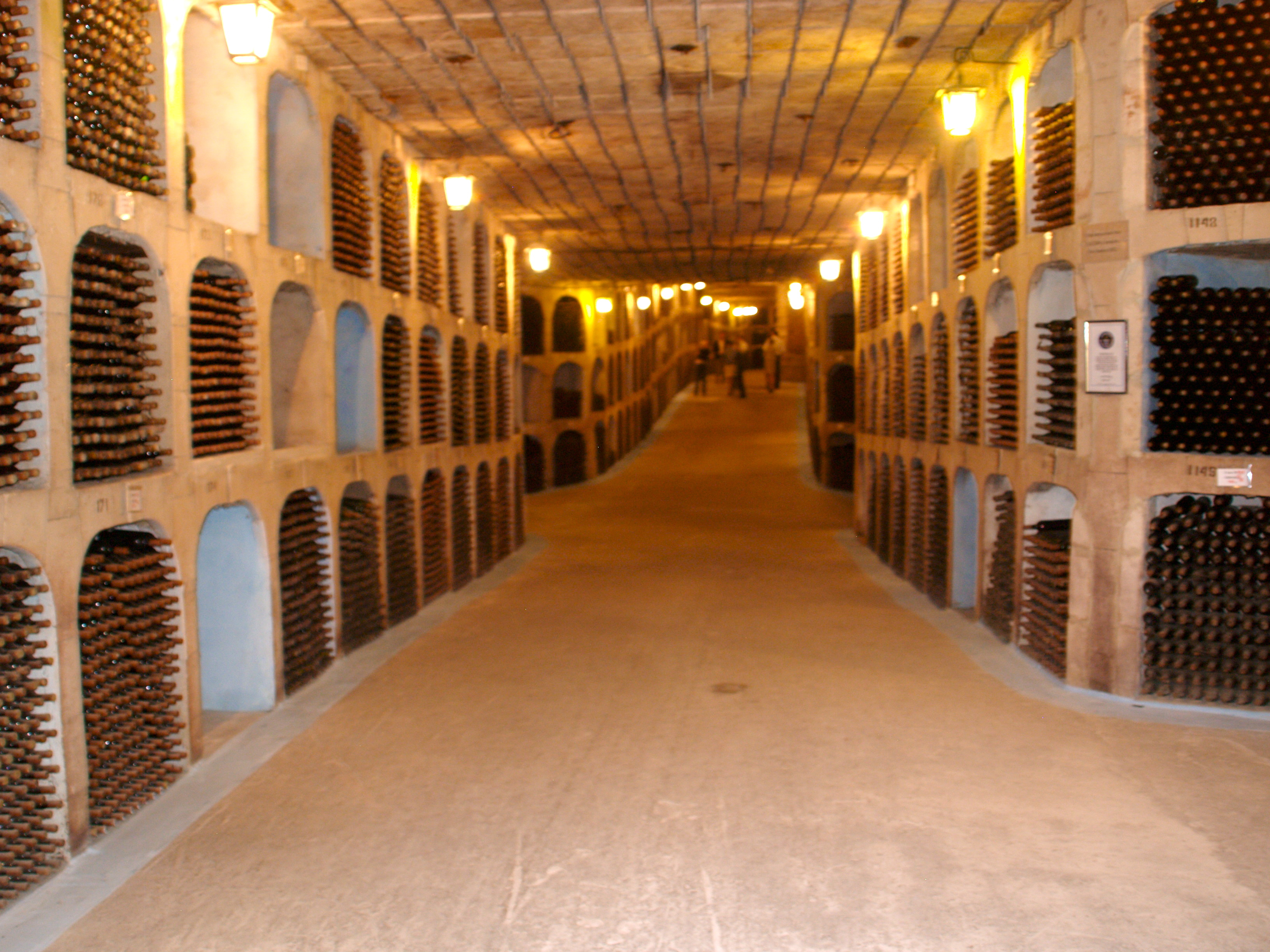

У серпні 2005 року «Золота колекція» Mileștii Mici записана в Книгу рекордів Гіннеса як найбільша у світі колекція вин. Саме тут вино зберігається десятиліттями. У колекції зберігається близько 2 мільйонів пляшок вина, представлених на ринку — як в країні, так і за кордоном.
Постійна температура + 12 — + 14 ° С і відносна вологість 85-95 % цього «винного царства» сприяє збереженню молдовських стратегічних резервів, а також відкриттю природних якостей елітних вин. Вина, що зберігаються тут, збираються з різних років між 1968 і 1991 роками.
Загальна довжина галерей становить 200 км, з них блихько 55 км (площа 182 тис. М²) використовуються для технологічних цілей. Товщина шару до поверхні змінюється від 30 до 85 м. Великі дубові бочки зібрані на підприємстві в 1970-х — 80-х роках. Їх потужність коливається від 600 до 2000 дал вина.
Вапнякові галереї можна проходити як пішки, так і підземним транспортом, серед освітлених вулиць ліхтарями, названих «Каберне, Аліготе, Фетяска», які дозволяють собі уявити, що ми знаходимося в справжньому підземному винному погребі. Підпільні галереї Mileștii Mici постійно відвідуються офіційними державними делегатами, а також багатьма туристами.

## Вина
Депоновані вина виготовляються з культур різних років, починаючи з 1969 року. До складу винограду входять Піно, Трамінер, Мускат, Рислінг, Дністровське, Мілештське, Кодру, Негру де Пуркар, Роза Молдови, Золотий і Кагор-Чумай.